# Lasiopogon zaitzevi
Lasiopogon zaitzevi är en tvåvingeart som beskrevs av Pavel Lehr 1984. Lasiopogon zaitzevi ingår i släktet Lasiopogon och familjen rovflugor.
Artens utbredningsområde är Uzbekistan. Inga underarter finns listade i Catalogue of Life.